# Renault Kaptur

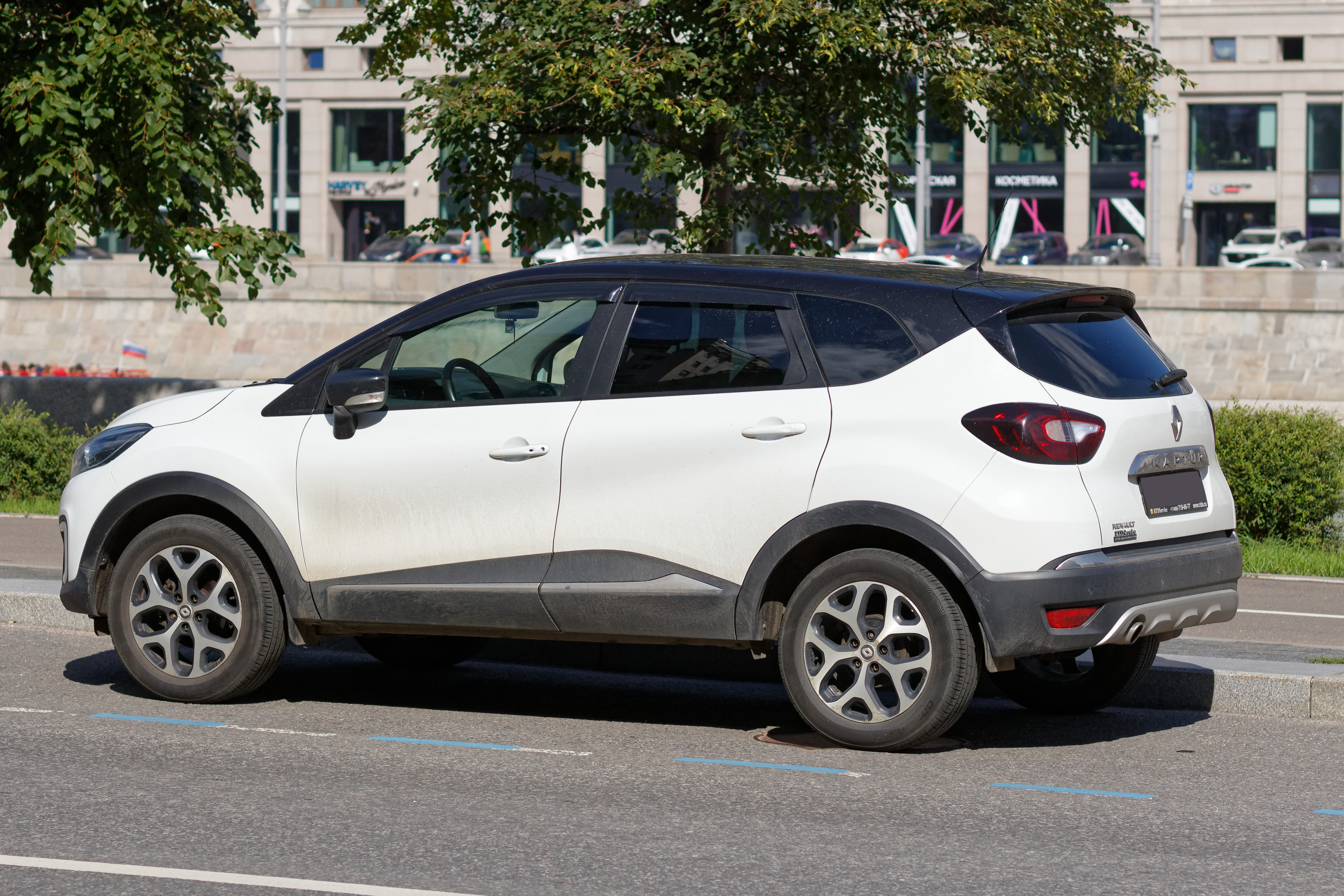
Heckansicht

Der Renault Kaptur ist ein Sport Utility Vehicle des französischen Automobilherstellers Renault.

## Geschichte
Das Fahrzeug wurde zwischen 2016 und 2022 in Russland ausschließlich unter diesem Namen für den russischen Markt produziert. Die in Indien und Brasilien seit 2017 erhältlichen Versionen tragen den Namen Captur oder Grand Captur. 2020 wurde der Kaptur überarbeitet. Optisch ähnelt das SUV stark dem über 20 Zentimeter kürzeren, fast namensgleichen Captur in Europa, es ist jedoch ein eigenständiges Fahrzeug, das auf der M0-Plattform des Dacia Duster aufbaut.
Nach dem Überfall Russlands auf die Ukraine im Februar 2022 wurde die Produktion des Kaptur am 23. März 2022 eingestellt. Im Mai 2022 gab Renault dann bekannt, sich vom russischen Markt zurückzuziehen.

## Technische Daten
Im Gegensatz zum Captur, der nur mit Vorderradantrieb erhältlich ist, ist für den Kaptur auch Allradantrieb verfügbar. Auch die Motoren übernimmt der Kaptur nicht vom fast namensgleichen Konzernbruder.
| Kenngrößen                                  | 1.6                         | 1.6                         | 2.0                          | TCe 150                      | TCe 150                      |
| Bauzeitraum                                 | 2016–2020                   | 2020–2022                   | 2016–2020                    | 2020–2022                    | 2020–2022                    |
| Motorkenndaten                              |                             |                             |                              |                              |                              |
| Motortyp                                    | R4-Ottomotor                | R4-Ottomotor                | R4-Ottomotor                 | R4-Ottomotor                 | R4-Ottomotor                 |
| Hubraum                                     | 1598 cm³                    | 1598 cm³                    | 1998 cm³                     | 1332 cm³                     | 1332 cm³                     |
| max. Leistung                               | 84 kW (114 PS) bei 5500/min | 84 kW (114 PS) bei 5500/min | 105 kW (143 PS) bei 5750/min | 110 kW (150 PS) bei 5250/min | 110 kW (150 PS) bei 5250/min |
| max. Drehmoment                             | 156 Nm bei 4000/min         | 156 Nm bei 4000/min         | 195 Nm bei 4000/min          | 250 Nm bei 1700/min          | 250 Nm bei 1700/min          |
| Kraftübertragung                            |                             |                             |                              |                              |                              |
| Antrieb                                     | Vorderradantrieb            | Vorderradantrieb            | Allradantrieb                | Vorderradantrieb             | Allradantrieb                |
| Getriebe, serienmäßig                       | 5-Gang-Schaltgetriebe       | 5-Gang-Schaltgetriebe       | 6-Gang-Schaltgetriebe        | (Stufenloses Getriebe)       | (Stufenloses Getriebe)       |
| Getriebe, optional                          | (Stufenloses Getriebe)      | (Stufenloses Getriebe)      | (4-Gang-Automatikgetriebe)   | —                            | —                            |
| Messwerte                                   |                             |                             |                              |                              |                              |
| Höchstgeschwindigkeit                       | 171 km/h (166 km/h)         | 178 km/h (170 km/h)         | 185 km/h (180 km/h)          | 188 km/h                     | 188 km/h                     |
| Beschleunigung, 0–100 km/h                  | 12,5 s (12,9 s)             | 12,3 s (12,9 s)             | 10,5 s (11,2 s)              | 10,1 s                       | 10,4 s                       |
| Kraftstoffverbrauch auf 100 km (kombiniert) | 7,4 l Super (6,9 l Super)   | 7,2 l Super (7,1 l Super)   | 8,0 l Super (8,9 l Super)    | 7,1 l Super                  | 7,4 l Super                  |
| CO2-Emission (kombiniert)                   | 171 g/km (160 g/km)         | 166 g/km (168 g/km)         | 185 g/km (206 g/km)          | 165 g/km                     | 170 g/km                     |
| Tankinhalt                                  | 52 l                        | 50 l                        | 52 l                         | 50 l                         | 50 l                         |